# فرانچسکو فارتینی
فرانچسکو فارتینی (ایتالیایی: Francesco Frattini؛ زادهٔ ۱۸ ژانویهٔ ۱۹۶۷) دوچرخه‌سوار اهل ایتالیا است.